# كين أستون
كينيث جورج أستون (بالإنجليزية: Ken Aston)‏ أو كين أستون، (1 سبتمبر 1915 - 23 أكتوبر 2001) كان مدرسًا للغة الإنجليزية وجنديًا وحكم كرة قدم، وكان مسؤولًا عن العديد من التطورات المهمة في التحكيم لكرة القدم - بما في ذلك نظام البطاقة الصفراء والحمراء.

## النشأة والمهنية
ولد في كولشيستر، إكزتر، وتخرج من كلية سانت لوك في إكستر (والتي تم تدريس جورج ريدر فيها بعد الحرب العالمية الأولى، والتي حضرها أيضًا السير ستانلي روس). تأهل كحكم في عام 1936، وشق طريقه خلال البطولات ليصبح مساعدًا في دوري كرة القدم في موسم 1949-1950، وأصبح حكمًا للدوري. في الحرب العالمية الثانية تم رفضه من قبل سلاح الجو الملكي بسبب اصابة في الكاحل، وانضم بعد ذلك إلى المدفعية الملكية قبل أن ينتقل إلى جيش الهند البريطاني، حيث أنهى الحرب برتبة المقدم وخدم في شانغي محكمة جرائم الحرب.

## التحكيم
عند عودته من الخدمة العسكرية في عام 1946، أصبح أستون أول حكام الدوري يرتدي الزي الأسود مع تقليم أبيض الذي أصبح المعيار للحكام. حتى ذلك الوقت، كان الحكام يرتدون سترات تويد فوق قمصان بيضاء بأصفاد فرنسية، وبنطال يشبه سروال الجولف.
وأوضح لاحقًا أنه عندما تجسس على سترة طيران سوداء في نافذة متجر فائض الحرب، كان سعيدًا بمجموعة متنوعة رائعة من الجيوب. اشترى على الفور اثنين من السترات، معتقدا أن الجيوب ستخدمه كحكم. لقد تحول إلى سروال أسود، واحتفظ بالقميص الأبيض، وارتدى سترة الطيران السوداء الجديدة، وخلق الزي الأسود مع «تقليم» الأبيض واضح.

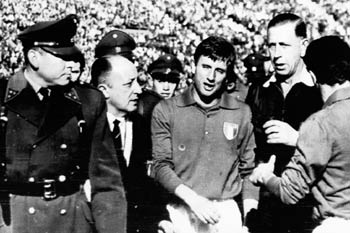
كين أستون (الثاني على اليمين) في مباراة كأس العالم 1962 بين إيطاليا والمضيفة تشيلي. تم تسمية هذه المباراة بـ "معركة سانتياغو".

في العام التالي (1947)، قدم أعلام مسؤول الألوان الزاهية، واحدة صفراء وواحدة حمراء، بدلاً من تلك التي قدمها الفريق المضيف، بألوان الفريق المضيف والتي كانت تستخدم تقليديًا. وأوضح أنه كان يلعب لعبة في خضم يوم ضبابي في لندن. قال إن ألوان الفريق المضيف كانت بلون البيج والشوكولاته، والألوان التي لم يتمكن من رؤيتها في الضباب. وأوضح أنه ذهب إلى متجر فائض الحرب في طريقه إلى المنزل، واشترى زوجًا من المعاطف المطرية باللونين الأحمر والأصفر وصنع مجموعة من الأعلام الزاهية الألوان، والتي استخدمها بعد ذلك، ولم يزعجها الضباب مرة أخرى.
في عام 1953، أصبح مدرسًا رئيسيًا في مدرسة نيوبري بارك الابتدائية في إلفورد، إسيكس، وتقدّم إلى التحكيم في مباريات الدوري العليا. درس أستون العديد من الدورات، بما في ذلك سلسلة تم تسجيلها للحكام المبتدئين. ودعا سلسلة «الحكم هو التفكير». حكم أستون نهائي كأس الاتحاد الإنجليزي 1963 ومعركة سانتياغو، المباراة بين تشيلي وإيطاليا في كأس العالم 1962.

## لجنة حكام الفيفا
لم يحكم أستون أي مباريات أخرى سواء في بطولة 1962 (بعد أن أصيب في وتر أخيل)، أو في نهائيات كأس العالم في وقت لاحق. ومع ذلك، تم تعيينه في لجنة حكام الفيفا لمدة ثماني سنوات، حيث ترأسها لمدة أربع سنوات. كان مسؤولاً عن جميع الحكام في كأس العالم 1966 و 1970 و 1974. في عام 1966، قدم أستون أيضًا ممارسة تسمية الحكم البديل الذي يمكنه تولي الحكم في حالة عدم تمكن الحكم من الاستمرار لأي سبب (تطور هذا الأمر في النهاية إلى ممارسة تعيين مسؤول رابع معين). كما اقترح بنجاح تحديد ضغط الكرة في قوانين اللعبة. في عام 1974، قدم لوحة الأرقام للبدائل، حتى يتمكن اللاعبون بسهولة من فهم من يتم استبداله.

## بطاقات حمراء وصفراء

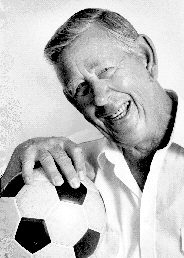
كين أستون يحمل كرة قدم

بعد حادثة في مباراة إنجلترا والأرجنتين في كأس العالم 1966، توصل أستون إلى أن جاك تشارلتون كان قد حجز من قبل الحكم الألماني رودولف كريليتين.
قام تشارلتون بالاتصال بالمكتب الصحفي، حيث كان أستون متورطًا (كرئيس لحكام كأس العالم)، من أجل تأكيد المعلومات التي قرأها داخل الصحيفة بأن كريليتين قد حجزه.
كان أستون، الذي كان يقود سيارته من ملعب ويمبلي إلى لانكستر جيت في ذلك المساء نفسه، في حيرة من أمر تشارلتون أثناء الرحلة.
أثناء الرحلة، عندما توقف عند تقاطع إشارة المرور في شارع كينسينغتون، أدرك أستون أن نظام الترميز اللوني يستند إلى نفس العنبر / الأصفر ('التوقف إذا آمن للقيام بذلك') - مبدأ الأحمر (إيقاف) كما هو مستخدم على إشارات المرور من شأنه أن يجتاز الحواجز اللغوية ويوضح للاعبين والمشاهدين أنه تم تحذيرهم أو طردهم.
أوضح أستون في وقت لاحق أنه عند وصوله إلى منزله، شرح المعضلة لزوجته هيلدا. اختفت في الغرفة الأخرى، وعادت بعد بضع دقائق مع اثنين من «بطاقات» مصنوعة من ورقة البناء. كانت قد قطعتها لتناسب جيب قميصه.
وهكذا تم ابتكار النظام الذي يعرض فيه الحكام بطاقة صفراء للحذر وبطاقة حمراء للطرد، والتي استخدمت لأول مرة في كأس العالم 1970.
تم اعتماد هذه البطاقات أيضًا - مع وجود اختلافات مناسبة وفقًا للقواعد - في العديد من الألعاب الرياضية الأخرى أيضًا.

## مهنة لاحقة
أصبح أستون محاضرًا بارزًا في لجنة حكام اتحاد كرة القدم وكبير مدربي منظمة كرة القدم الأمريكية للشباب، وهو منصب شغله لمدة 21 عامًا. في عام 1997، كما حصل على رتبة الإمبراطورية البريطانية. يقام معسكر كين أستون سنويًا في أورانج، كاليفورنيا. يكرم المخيم التزام كين بالخدمة والتميز. كان كأس كين أستون، مسابقة سنوية للاعتراف بالحكام المهرة. عقدت البطولة سنويا في جنوب كاليفورنيا. بعد توقف دام عدة سنوات، من المقرر عقده في كوستا ميسا، كاليفورنيا في مارس 2020. وطالما تمكنا من ذلك، كان أستون وزوجته هيلدا ضيوف الشرف في الحقول في المخيم والمنافسة. قام كين بالتدريس في المعسكر وتوجهوا حول البطولة في عربة غولف، حيث كانوا يراقبون ويدردشون ويكوّنون صداقات جديدة. حملت عربة الغولف الخاصة بهم جاك الاتحاد، مما يجعل من السهل تحديد موقعها.

## أوسمة
- رتبة الإمبراطورية البريطانية

## روابط خارجية
- كين أستون على موقع Soccerway.com (الإنجليزية)